# Jürgen Wessel
Jürgen Wessel (* 15. September 1923 in Lübeck; † 14. Dezember 2006 ebenda) war ein deutscher Zeitungsverleger.

## Leben
Wessels Eltern waren der Verlagsbuchhändler Claus Wessel und dessen Ehefrau Christa, geb. Hoffschild. Nach dem Besuch der 1. St. Lorenz-Volksschule und der Ernst-Moritz-Arndt-Mittelschule in Lübeck machte er eine Lehre beim Hochofenwerk Lübeck. 1942 wurde er zur Wehrmacht eingezogen, machte den Russlandfeldzug mit und geriet in Frankreich in amerikanische Kriegsgefangenschaft. 1947 kehrte er nach Lübeck zurück, und machte im Verlag des Vaters – dem Antäusverlag – und im Verlag Hammerich und Lesser in Hamburg eine Ausbildung zum Verlagskaufmann. 1951 trat er in den Verlag des Vaters ein. 1955 wurde er Mitgesellschafter und Mitherausgeber. Wessel war auch Geschäftsführer der Lübecker Nachrichten. 
Wessel war von 1977 bis 1985 Mitglied im Deutschen Presserat, 1978 wurde er Vorsitzender des schleswig-holsteinischen Zeitungsverlegerverbands. Daneben saß er im Kuratorium der Akademie für Publizistik in Hamburg.

## Ehrungen
- 1983: Bundesverdienstkreuz